# Comuna Korovaii, Hrebinka
Korovaii (în ucraineană Короваї) este o comună în raionul Hrebinka, regiunea Poltava, Ucraina, formată din satele Korovaii (reședința) și Lutaika.

## Demografie
Componența lingvistică a comunei Korovaii
     Ucraineană (98,11%)
     Rusă (1,89%)
Conform recensământului din 2001, majoritatea populației comunei Korovaii era vorbitoare de ucraineană (98,11%), existând în minoritate și vorbitori de rusă (1,89%).